# Lena Micheel
Lena Micheel née le 28 avril 1998, est une joueuse de hockey sur gazon allemande. Elle évolue au poste d'attaquante au UHC Hambourg et avec l'équipe nationale allemande.
Elle a participé à la Coupe du monde 2018 et aux Jeux olympiques d'été de 2020.

## Carrière

### Coupe du monde
- Top 8 : 2018

### Championnat d'Europe
- : 2019, 2021

### Jeux olympiques
- Top 8 : 2020